# Władysław Nowak (działacz polonijny)
Władysław Nowak (ur. 18 czerwca 1903 w Karłowicach, zm. 20 listopada 1970 w Katowicach) – działacz ZPwN na Śląsku Opolskim.

## Życiorys
Ukończył studia nauczycielskie w Poznaniu, a następnie podjął pracę w szkole: najpierw (w 1922) w Dolsku, potem w Szopienicach. Od 1928–1933 pełnił funkcję referenta do spraw oświatowych powiatu raciborskiego z ramienia ZPwN. Od 1 maja 1933 do aresztowania przez Niemców w sierpniu 1939 pełnił funkcję kierownika polskiej szkoły mniejszościowej w Wolęcinie (powiat olecki).
Do 5 października 1939 przetrzymywany w więzieniach w Olesnie i Opolu, wywieziony został do obozu koncentracyjnego Buchenwald, w którym przebywał aż do 12 kwietnia 1945 (przez półtora roku pracował tam w kamieniołomach). Po zakończeniu wojny do końca 1948 roku przebywał w Weimarze jako komendant tamtejszej policji ludowej w randze majora; jednym z zadań, które realizował w tym czasie, było poszukiwanie ukrywających się strażników obozu buchenwaldzkiego.
Do Polski wrócił w styczniu 1949, a od kwietnia podjął pracę w Bytomskim Zjednoczeniu Przemysłu Węglowego na stanowisku referenta, a rok później został naczelnikiem w Zjednoczeniu Górniczo-Hutniczym Metali Nieżelaznych w Katowicach. Na emeryturę przeszedł w 1968.
Odznaczony Krzyżem Kawalerskim Orderu Odrodzenia Polski.